# Mangosta petita asiàtica
La mangosta petita asiàtica (Urva auropunctata) és una espècie de mamífer carnívor de la família de les mangostes (Herpestidae). La seva distribució originària va des de la península Aràbiga fins al sud-est asiàtic, passant per la part septentrional del subcontinent indi. Així mateix, ha estat introduïda a moltes parts del món. Viu a altituds d'entre 0 i 2.100 msnm. Els seus hàbitats naturals són els boscos, els matollars i les zones obertes. Caça rates, ratolins, serps, sargantanes, granotes, escorpins, centpeus, insectes grossos i altres bestioles. És una espècie en risc mínim, és a dir, no sembla que hi hagi cap amenaça significativa per a la seva supervivència.